# Gottwald Adolph von Nostitz

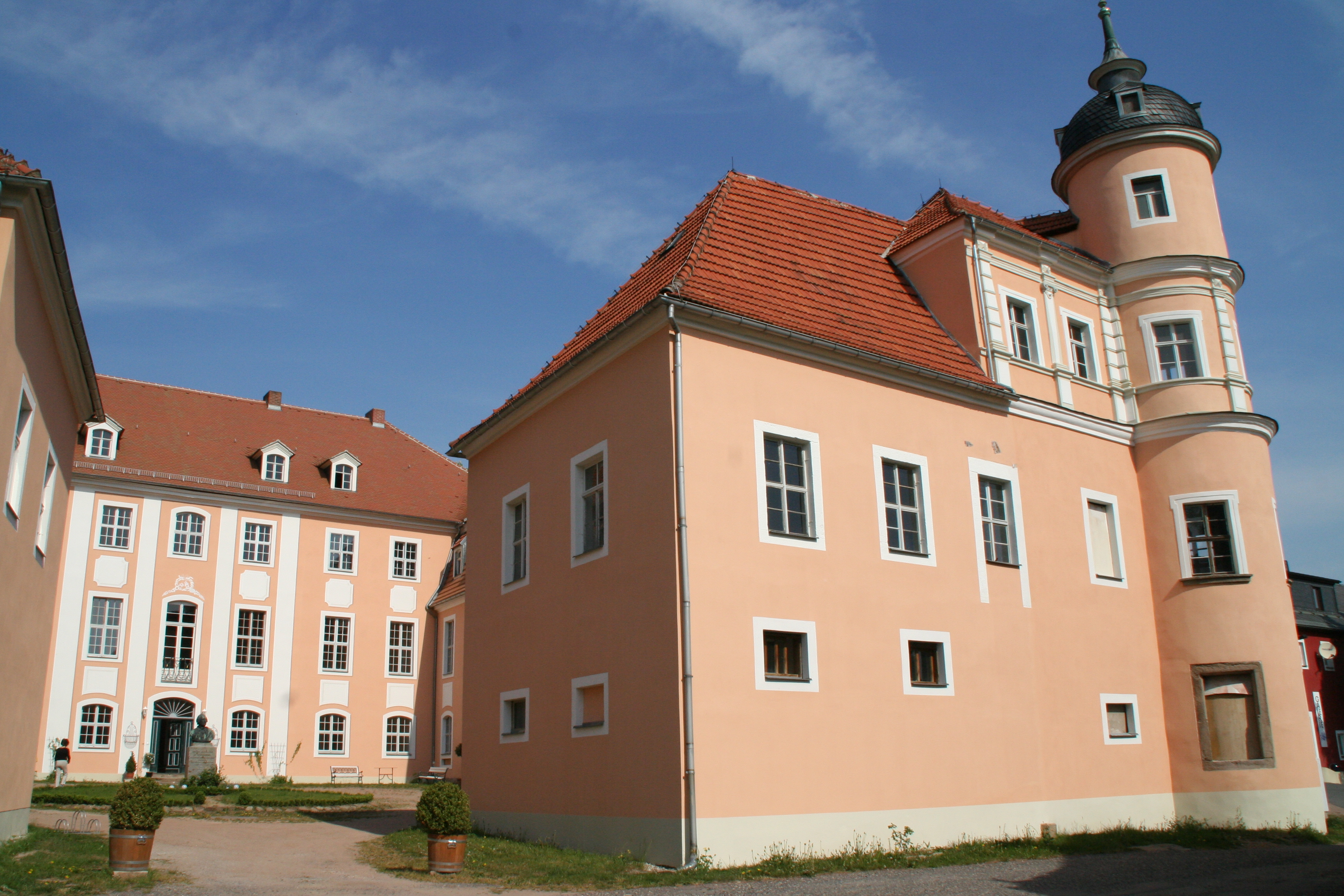
Schloss Reichstädt – Geburtsort des Gottwald Adolph von Nostitz

Gottwald Adolph von Nostitz (* 16. Januar 1691 in Reichstädt; † 18. August 1770 in Glückstadt) war ein dänisch-norwegischer Generalleutnant der Infanterie, Gouverneur der Festung Glückstadt und Ritter des Dannebrog-Ordens.

## Leben
Er war der Sohn von Caspar Christoph von Nostitz und dessen Ehefrau Susanna Luitgard von Nostitz und stammte aus dem auf Schloss Reichstädt ansässigen Oberlausitzer Adelsgeschlecht von Nostitz. Sein älterer Bruder war der Kreishauptmann Rudolph Heinrich von Nostitz. 1717 verkaufte Gottlob von Nostitz Schloss Reichstädt an seine Schwester Charlotte Christiane von Nostitz, die Frau von Caspar Abraham von Schönberg.
Wie viele Vertreter seiner Familie schlug er eine Militärlaufbahn ein. Allerdings trat er nicht in den Dienst der Kurfürsten von Sachsen, sondern in den Dienst des Königs von Dänemark.
Sein Bruder, der Obrist Johann Friedrich von Nostitz, hatte in dessen 1756 in Langensalza hinterlegten Testament ihn und weitere Verwandte für den Fall des kinderlosen Todes als Erben eingesetzt worden. Die Erbfolge trat dann 1770 tatsächlich auch ein. Doch durch den wenig später erfolgten eigenen Tod konnte er das Erbe nicht unmittelbar antreten.
Gottwald Adolph von Nostitz blieb unverheiratet und hinterließ keine Kinder. Über sein militärisches Testament, das für ungültig erklärt wurde, gab es längere juristische Auseinandersetzungen, die als Fall eines öffentlichen Rechtsspruch im Jahre 1777 auch Eingang in die juristische Rechtsprechung fanden.